# 邁克蒂亞
邁克蒂亞是委內瑞拉的城鎮，由瓦爾加斯州負責管轄，位於該國北部，距離首都卡拉卡斯30公里，始建於1670年1月20日，面積13平方公里，海拔高度19米，2007年人口87,909。